# Lee Hong-koo
Lee Hong-koo (* 9. Mai 1934) ist ein südkoreanischer Politiker und Mitglied der Saenuri-Partei.

## Leben
Im Jahr 1957 erzielte er seinen ersten Abschluss am Oxford College der Emory University, zwei Jahre später seinen zweiten an derselben Stelle. Im Anschluss legte er erfolgreich ein Studium zum PhD in Politikwissenschaften an der Yale University ab. Er erhielt Professuren an der Emory University, der Case Western Reserve University und der Seoul National University. Im Jahr 1988 nahm er sein erstes politisches Amt ein, als er zum Minister für Wiedervereinigung ernannt wurde. 1991 war er als Botschafter in London eingesetzt. Am 17. Dezember 1994 wurde er Premierminister Südkoreas und hielt sich bis zum 18. Dezember 1995 im Amt, ehe er von Lee Soo-sung abgelöst wurde. 1998 wurde er erneut als Botschafter eingesetzt, diesmal bei den Vereinigten Staaten in Washington, D.C.
2014 wurde ihm der japanische große Orden der Aufgehenden Sonne am Band verliehen.